# Pedro Lucas
Pedro Lucas Schwaizer, noto semplicemente come Pedro Lucas (Vale Real, 5 settembre 1998), è un calciatore brasiliano, attaccante dell'Olimpia Lubiana.

## Caratteristiche tecniche
È un centravanti.

## Carriera
Cresciuto nel settore giovanile dell'Internacional, ha esordito in prima squadra il 20 gennaio 2019 disputando l'incontro del Campionato Gaúcho vinto 1-0 contro il São Luiz.
Nella stagione 2023-2024 ha segnato due gol nella fase a gironi della Conference League.

## Statistiche
Statistiche aggiornate al 18 agosto 2019.

### Presenze e reti nei club
| Stagione        | Squadra         | Campionato      | Campionato | Campionato | Coppe nazionali | Coppe nazionali | Coppe nazionali | Coppe continentali | Coppe continentali | Coppe continentali | Altre coppe | Altre coppe | Altre coppe | Totale | Totale | Totale |
| Stagione        | Squadra         | Comp            | Pres       | Reti       | Comp            | Pres            | Reti            | Comp               | Pres               | Reti               | Comp        | Pres        | Reti        | Pres   | Reti   |        |
| --------------- | --------------- | --------------- | ---------- | ---------- | --------------- | --------------- | --------------- | ------------------ | ------------------ | ------------------ | ----------- | ----------- | ----------- | ------ | ------ | ------ |
| 2019            | Internacional   | PD/RS+A         | 7+4        | 1+0        | CB              | 0               | 0               | CL                 | 2                  | 0                  |             | -           | -           | 5      | 0      |        |
| Totale carriera | Totale carriera | Totale carriera | 11         | 1          |                 | 0               | 0               |                    | 2                  | 0                  |             | -           | -           | 13     | 1      |        |

## Palmarès

### Club

#### Competizioni statali
- Campionato Alagoano: 1

CSA: 2021

#### Competizioni nazionali
- Campionato sloveno: 1

Olimpia Lubiana: 2024-2025